# Ex nihilo nihil fit
Ex nihilo nihil fit é uma expressão latina  que significa nada surge do nada. É uma expressão que indica um princípio metafísico segundo o qual o ser não pode começar a existir a partir do nada. A frase é atribuída ao filósofo grego Parménides.
O princípio em causa pode ser colocado em relação à origem do universo. Dado que o universo existe, então, ou existiu sempre, ou teve um começo. Se teve um começo, então significa que surgiu do nada, porque o universo, é por definição, tudo o que existe. Mas isto contradiz o princípio de que nada surge do nada. Logo, se o princípio está correcto, o universo existiu sempre. Seguindo este tipo de raciocínio, existem religiões que postularam que o universo não surgiu do nada, mas de um Deus criador, e que esse Deus existiu sempre.
Na filosofia grega, um princípio relacionado é aquele segundo o qual um ser não pode desaparecer no nada, mas somente transformar-se.
O poeta e filósofo grego Lucrécio expressou este princípio no primeiro livro da sua obra De Rerum Natura (traduzido como Sobre a Natureza das Coisas):
Principium cuius hinc nobis exordia sumet, nullam rem e nihilo gigni divinitus umquam. 
Tradução em português:
O princípio que tomaremos como base é o de que nada pode ser criado a partir do nada por intermédio de um poder divino. 
O princípio pode pensar-se como um antecedente da lei de conservação da massa e da Lei da conservação da energia.
O princípio também está ligado à pergunta filosófica que Martin Heidegger e Gottfried Wilhelm Leibniz, entre outros, destacaram: Por que há algo, e não nada?
Na Crítica da razão pura, Immanuel Kant argumentou que não é possível determinar se o mundo tem ou não um começo no tempo.